# Françoise Pascal
Françoise Pascal (ur. 14 października 1949 w Vacoas-Phoenix) – brytyjska aktorka i modelka francuskiego pochodzenia, znana z ról filmowych i telewizyjnych z lat 70. XX w. 

## Życiorys
Urodziła się na Mauritiusie, wówczas brytyjskiej kolonii, jako dziecko pary Francuzów. Uczyła się w szkołach w Paryżu i Londynie, po czym osiadła w Wielkiej Brytanii, gdzie postanowiła podjąć karierę w świecie rozrywki. Pod koniec lat 60. była tancerką w popularnym telewizyjnym magazynie muzycznym Top of the Pops. W 1968 zadebiutowała też w kinie, niewielką rolą modelki w filmie Loving Feeling. Na początku lat 70. wystąpiła w kilku odważnych sesjach w magazynach dla panów, m.in. w miesięczniku Penthouse. Grywała również w filmach erotycznych. 
W 1970 wystąpiła u boku Petera Sellersa i Goldie Hawn w komedii There's a Girl in My Soup. Kolejne ważne dla swojej kariery role zagrała w filmach Burke & Hare (1971), La Rose de Fer (1972, rola główna), Soft Beds, Hard Battles (1974) oraz Keep It Up Downstairs (1976). Grała także w filmach francuskich, m.in. Si tu n'en veux pas (1974). Jej pierwszym ważniejszym epizodem telewizyjnym był występ w operze mydlanej Coronation Street w 1971. Następnie zagrała kilka ról w Teatrze Telewizji BBC, m.in. w sztuce Summer and Smoke Tennessee Williamsa oraz w Przygodach Don Kichota na podstawie prozy Cervantesa. 
W połowie lat 70. poznała scenarzystę komediowego Vince'a Powella i wystąpiła w niewielkiej roli w jednym z jego seriali. W 1977 Powell napisał specjalnie dla niej rolę w swoim nowym sitcomie Mind Your Language. Grała tam ponętną Francuzkę, która uczęszcza na kurs angielskiego dla cudzoziemców i usiłuje uwieść swojego stonowanego nauczyciela. W 1982 wyjechała do Stanów Zjednoczonych, gdzie przez dwa lata grała w operze mydlanej Żar młodości. Od połowy lat 80. skupiła się na występach scenicznych. 